# خانه ساجد
خانه ساجد مربوط به دوره پهلوی اول است و در شهرستان بیرجند، بخش مرکزی، منتظری ۱۷، پلاک ۱+۱۲ واقع شده و این اثر در تاریخ ۶ اسفند ۱۳۸۵ با شمارهٔ ثبت ۱۷۳۹۰ به‌عنوان یکی از آثار ملی ایران به ثبت رسیده است.